# Hoplit

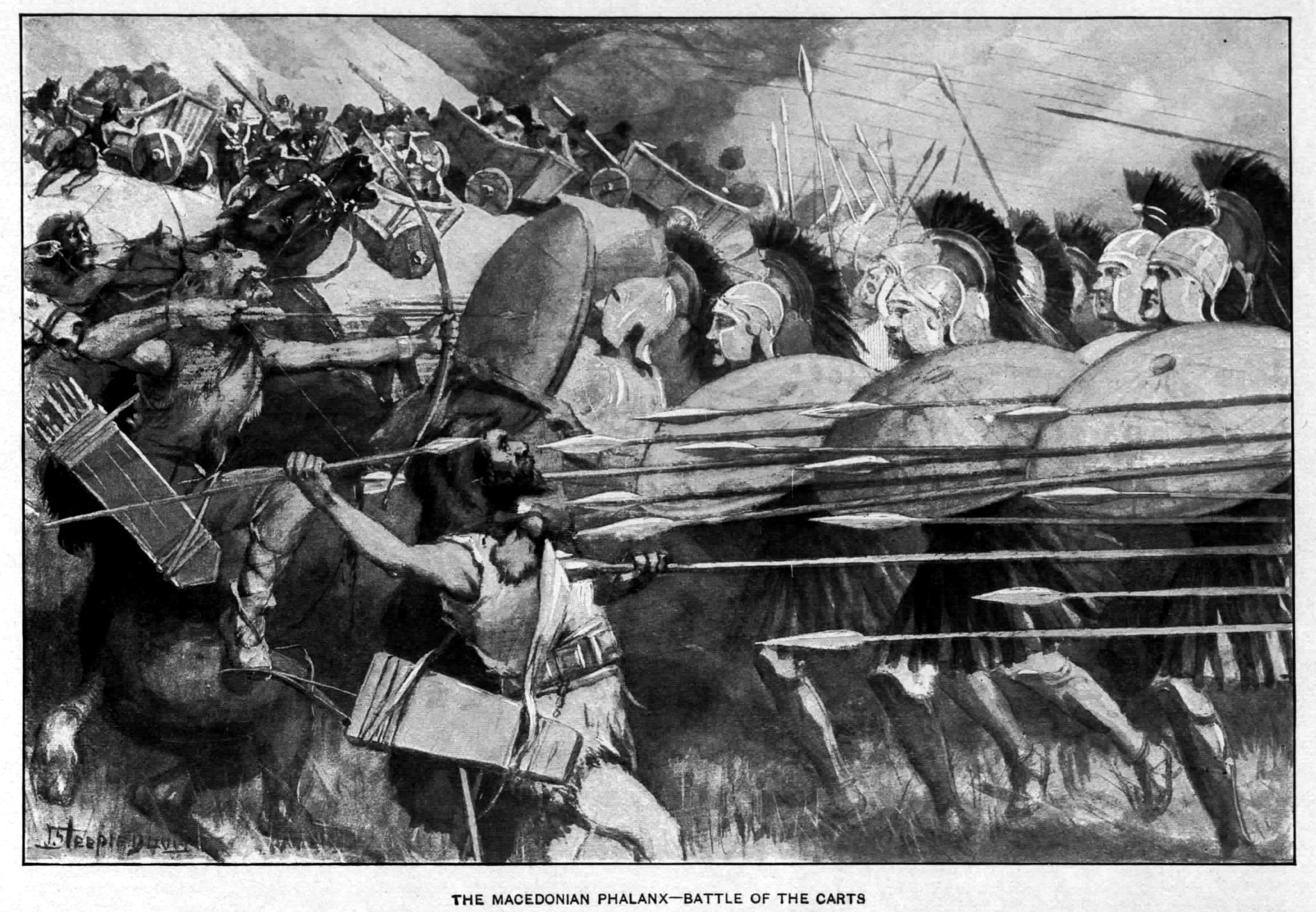
Makedonska hopliter i strid.

Hoplit, grekiska hoplites, från ordet hoplon; "vapen, rustning", var tungt bepansrade fotsoldater i antikens Grekland.

## Historia
Med början från 600-talet f.Kr. ökade graden av bepansring och organisation i de militära styrkorna inom de olika grekiska stadsstaterna. Hopliterna var ett tungt elitinfanteri, som värvades bland de välbeställda jordägande bönderna. De var själva ansvariga för att skaffa sig vapen och utrustning. Hopliterna var fortfarande värnpliktiga soldater som kallades in vid behov (de var således halvreguljära styrkor). Stående styrkor utöver palatsvakt var ett undantag i antikens Grekland innan Filip II av Makedoniens reformer. Dessa reformer möjliggjorde en offensiv mot dåtidens supermakt Persien, som under århundraden plågat grekerna med upprepade anfall. Eftersom hopliter då rekryterades från alla samhällsskikt kunde en betydligt större armé skapas. Dessutom hade Makedonien som rekryteringsbas hela det område som idag är Grekland, utom kungariket Epirus (i dagens Albanien och nordvästra Grekland), i stället för endast en stadsstat med omnejd, vilket var fallet tidigare.

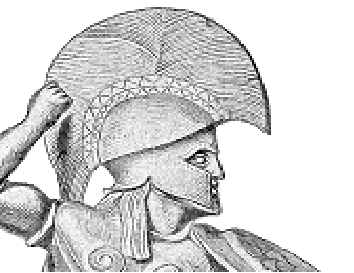
Hoplit-hjälm

Fattiga människor, som inte hade råd att skaffa sköld, kunde inte tjäna som hopliter, utan blev spjutkastare, bågskyttar eller slungkastare. Dessa var mycket snabbare än hopliter och var mycket användbara vid förföljelse eftersom hopliten var tvungen att kasta sin sköld för att komma undan. Tungt rytteri existerade inte i den grekiska krigföringen. Det var Persien och senare Makedonien som hade rytteri som ett viktigt vapenslag i sin krigsmaskin.

## Utrustning och taktik
En hoplit bar harnesk, hjälm och benskydd tillverkat av brons samt en stor sköld, i trä med förstärkningar av brons (kallad aspis/hoplon). Deras beväpning var framför allt spjut avsedda för att sticka motståndaren med. Utrustningen varierade dock kraftigt mellan de olika soldaterna, vissa hade endast råd med läderpansar. De viktigaste delarna av utrustningen var spjutet och skölden, dessa var ju stöttestenarna i falangformationen.
De tre första leden kunde sticka med sina spjut. Resten tryckte på och på en given signal tryckte alla på samtidigt, så att det blev ungefär som dragkamp. Ju större djup, desto större chans att tränga tillbaka motståndaren. Eftersom hopliterna var sårbara på flankerna ställde sig grekerna, som oftare slogs mot varandra än med varandra, i en lika lång linje oavsett hur djup formationen var.
Deras ökade bepansring och deras stridssätt i slutna falanger gav dem förmåga att stå emot anfall av kavalleri och lättare infanteri så att de kom att dominera slagfältet. Men det skedde på bekostnad av truppernas rörlighet. Deras utrustning var tung, framför allt skölden, som var tillverkad i trä och brons och krävde remmar som fästes vid vänstra axeln för att man skulle orka bära den. När falangen rörde sig hade den därför en tendens att vrida sig åt vänster på slagfältet. Den makedonska falangen använde en speciell teknik, utvecklad av Alexander den store, för att motstå angrepp av stridsvagnar. Genom att soldaterna steg åt sidan kunde de åstadkomma en slags lucka i linjen där vagnen kunde kilas fast. Därefter kunde besättningen övermannas och dräpas.

## Hopliter i strid mot romerska legionärer
En konsekvens av den täta formeringen var att större delen av hopliterna endast var reserver och således inte hade någon stridskontakt med fienden. Dessa agerade då som reserver och tyngd bakom spjutmuren. Detta skulle visa sig vara till nackdel då grekerna under romarrikets erövring av det grekiska fastlandet i början av andra århundradet före Kristus stötte på de romerska legionärerna, som stred i den så kallade manipelformation. Denna formering var betydligt mer lättrörlig eftersom den var ungefär 1/3 så stor, 100 soldater jämfört med de 256 soldater som oftast utgjorde en falang. De romerska soldaterna slogs i en bredare formering (på linje men tunnare), vilket gjorde att större stridskontakt kunde uppnås jämfört med falangen. Detta kombinerat med faktumet att de romerska soldaterna generellt sett var bättre utrustade och tränade än de motståndare som grekerna dittills stött på, ledde till att den grekiska falangen fick en mindre betydelse än tidigare. Ett fältslag som tydligt visar detta var slaget vid Kynoskefalai 197 f.Kr., där en romersk tribun avdelade flertalet maniplar i ett kritiskt skede och därmed avgjorde slaget.